# Juan Víctor Abargues de Sostén
Juan Víctor Abargues de Sostén (València, 1845 — Madrid?, 1920) fou un diplomàtic, arquitecte i explorador espanyol.

## Biografia
Abargues probablement va néixer a València el 1845. Va estudiar arquitectura i va marxar jove a l'Àfrica central. Va passar més tard a Egipte i des d'allà el 1876 va enviar una proposta al ministre d'Estat a Espanya per explorar el continent africà, la qual no va ser presa en consideració. Després va optar per regressar a Espanya, on va ser nomenat Acadèmic corresponent de la Reial Acadèmia de Belles Arts de San Fernando al març de 1877. Ja a Madrid va guanyar adeptes en els seus projectes d'exploració de l'Àfrica: amb el suport de l'Associació Espanyola per a l'Exploració de l'Àfrica, el suport econòmic d'Estanislao de Urquijo y Landaluce, primer marquès d'Urquijo i l'assentiment de la Societat Geogràfica de Madrid.
A la fi de 1880 arriba a Suez i pren rumb al sud, cap a l'Etiòpia cristiana, aleshores governada pel negus Yohannes IV. Als voltants de Gondar, l'antiga capital imperial etiòpica, descobreix la tomba de Cristóbal de Gama, fill del navegant Vasco da Gama, mort el 1542. De tornada d'aquest primer viatge exposarà les seves impressions en 1883 davant la Societat Geogràfica de Madrid.
Els seus últims anys els va passar a Egipte. Segons sembla va estar relacionat amb els nous intents el 1883 del marquès de la Vega d'Armijo, ministre d'Estat, i el 1885 de Segismundo Moret, titular de la cartera d'Estat, de cercar enclavaments espanyols a la mar Roja. A més a més es va dedicar a l'antropologia i l'egiptologia i a assumptes literaris. El 1916 es trobava novament a Madrid, cercant, sense èxit, una resposta a les seves idees i projectes sobre Egipte i el Pròxim Orient. A la fi de 1917, gràcies a les gestions de Rafael de Roda, conseller delegat de la Companyia Espanyola de Colonització, es trasllada a treballar al Protectorat espanyol de Marroc, a la ciutat costanera Larraix. Tanmateix, en retirar-se Rafael de Roda, els seus successors prescindiran d'ell. Entre 1919 i 1920 viurà en estat de pura misèria. Es va refugiar en un asil on va morir el 1920.

## Viatge a la mar Roja i a Abissínia
Va viatjar a la mar Roja i a Abissínia (actual Etiòpia) entre 1881 i 1883. Fruit d'aquest viatge el 1883 va donar una conferència davant la Societat Geogràfica de Madrid que va ser publicada sota el títol Notas del viaje del señor D. J.V. Abargues de Sostén por Etiopía, Xoa, Zebul, Uolo, Galas. A la publicació relata els seus viatges per l'Etiòpia cristiana i les seves múltiples trobades amb el negus etiòpic Yohannes IV. Durant els seus viatges també va recollir més de 80 observacions meteorològiques. D'una lectura detallada de l'obra, tanmateix, es desprenen dubtes davant moltes de les asseveracions de l'autor.
Alguns viatgers i autors contemporanis amb els quals es va trobar van prendre seriosament les seves afirmacions. Tant és el cas de l'explorador alemany Gerhard Rohlfs. Un altre viatger centreeuropeu, l'austríac Anton Stecker, tanmateix, va posar en dubte algunes de les rutes que Abargues va pretendre haver recorregut.

## Obres
- Abargues de Sostén, Juan Víctor. Notas del viaje del señor D. J.V. Abargues de Sostén por Etiopía, Xoa, Zebul, Uolo, Galas, etc..  Madrid: Imprenta de Fortanet, 1883.
- Abargues de Sostén, Juan Víctor. Juicio del alma en el Amenthi según la doctrina religiosa del antiguo Egipto [Texto impreso] : discurso leído en la Sociedad Antropológica Española el día 8 de febrero de 1879 por su socio honorario D. Juan Víctor Abargues de Sostén.  Madrid: Imprenta de Fortanet, 1879.
- Abargues de Sostén, Juan Víctor. Viage [sic] del Sr. Dn. J. V. Abargues de Sostén, Comisionado por la Asociación Española para la Exploración del África, por Etiopía, Xoa, Zébul, Uolo-Galas, etc. / dibujado y grabado según las indicaciones del Explorador por Otto Neussel.  Madrid: Imprenta de T. Fortanet, 1883.